# Sobre todo de noche
Sobre todo de noche és una pel·lícula de melodrama neo-noir del 2023 dirigida per Víctor Iriarte (en el seu debut al llargmetratge) protagonitzada per Lola Dueñas i Ana Torrent al costat de Manuel Egozkue. És una coproducció internacional hispano-portuguesa-francesa.

## Argument
Explorant el tema dels nens robats a Espanya, la trama fa un seguiment de la Vera a la recerca del seu fill biològic, donat en adopció, trobant-se així amb Cora i el seu fill adoptiu Egoz.

## Repartiment
- Lola Dueñas com Vera[4]
- Ana Torrent com Cora[4]
- Manuel Egozkue com Egoz[4]
- María Vázquez com bibliotecària[5] ('librarian')
- Katia Borlado[5]
- Lina Rodrigues[5]

## Producció
El guió va ser escrit per Víctor Iriarte, Isa Campo i Andrea Queralt. La pel·lícula va ser coneguda en les primeres etapes de desenvolupament sota el títol provisional Reescritura. Una coproducció hispano-portuguesa-francesa, la pel·lícula va ser produïda per Atekaleun, CSC Films i La Termita Films juntament amb Ukbar. Films i 4A4 Productions, i va comptar amb la participació de TVE i TVC i el suport de l'ICAA, el Govern Basc, i la Diputació Foral de Guipúscoa. Els exteriors es van rodar al País Basc, Madrid, París i Portugal.

## Estrena
La pel·lícula va arribar a la secció independent 'Giornate degli Autori' de la 80a Mostra Internacional de Cinema de Venècia, on es va presentar el 2 de setembre de 2023. També va ser seleccionat per a les projeccions a la secció competitiva 'Nous directors' del 58è Festival Internacional de Cinema de Chicago i la secció principal de competició de el 68a Setmana Internacional de Cinema de Valladolid. Distribuïda per Atalante, la pel·lícula es va estrenar a les sales d'Espanya l'1 de desembre de 2023.

## Recepció
Segons el lloc web agregador de ressenyes Rotten Tomatoes, Sobre todo de noche té una puntuació d'aprovació del 100% basada en 9 comentaris dels crítics, amb una puntuació mitjana de 7,8/10.
Jonathan Holland de ScreenDaily va considerar que la pel·lícula era un "llargmetratge de debut admirable i ben fet" per Iriarte, però, per altra banda, mancava notablement de "la dimensió humana, la ressaca emocional".
Paula Arantzazu de Cinemanía a valorar la pel·lícula amb 4 estrelles sobre 5, considerant-la un exercici "estimulant, imprevisible, sensible, dolorós i esperançador" en què brillen tant Dueñas com Torrent.

### Llistes Top ten
La pel·lícula va aparèixer a les llistes de la crítica de les deu millors pel·lícules espanyoles del 2023:
- 1a — El Periódico de Catalunya (crítics)[16]
- 1a — El Confidencial (consens)[17]

## Premis
| Any  | Premi                | Categoria                          | Nominat                                   | Resultat  | Ref    |
| ---- | -------------------- | ---------------------------------- | ----------------------------------------- | --------- | ------ |
| 2024 | XI Premis Feroz      | Premi Especial 'Arrebato' (Ficció) | Premi Especial 'Arrebato' (Ficció)        | Guanyador | [ 18 ] |
| 2024 | Premis Gaudí de 2024 | Millor guió original               | Isa Campo, Andrea Queralt, Víctor Iriarte | Pendent   | [ 19 ] |
| 2024 | Premis Gaudí de 2024 | Millor actriu secundària           | Ana Torrent                               | Pendent   | [ 19 ] |
| 2024 | Premis Gaudí de 2024 | Millor muntatge                    | Ana Pfaff                                 | Pendent   | [ 19 ] |